# Voodoo (álbum)
Voodoo es un álbum conceptual y el octavo álbum de estudio de la banda de heavy metal King Diamond. Fue publicado por las compañías discográficas Massacre Records y Metal Blade Records en 1998.
El narrador cuenta la historia de la familia Lafayette, integrada por Sarah (quién está embarazada), David y sus hijos que se mudan a una mansión en los pantanos de Luisiana. El Barón Samedi y otros personajes aterrorizan a esta, la familia convoca al Padre Malone para deshacer de la oscura maldición que se cierne sobre "LOA House" (la mansión LOA).

## Argumento
Voodoo se ubica en 1932 y trata de los asuntos de la familia Lafayette, que consiste en Sarah (quién está embarazada), David, y el Abuelo. Ellos se mudan a una vieja casa colonial en el río Misisipi, al norte de Baton Rouge, (fue construida al lado de un cementerio vudú). El criado de la casa, de nombre Salem, está implicado con el vudú, él participa en rituales vudú en el cementerio, junto con el doctor Le Croix, el hechicero vudú, la señora Sarita, y Lula Chevalier , una muchacha que nunca ha sido vista.
Los problemas para esta familia comienzan cuando los Lafayette cansados de oír los tambores vudú de las ceremonias en el cementerio, se reúnen con Salem y le dicen que ya no soportan esos rituales y que van a destruir el cementerio, Salem por supuesto le informa de estos al doctor Le Croix, quien lo manda a comprar algo de polvo del goofer dust, y le dice que todos los de la familia Lafayette deben morir. Salem pone una serpiente en la habitación de David, mezcla el polvo encantado en la comida del Abuelo y vierte el polvo del goofer sobre Sarah mientras ella duerme. David y el Abuelo llegan a ponerse muy enfermos, mientras Sarah es poseída por un espíritu vudú. 
El Abuelo manda a llamar al padre Malone, un exorcista. El padre Malone trata de librar a Sarah de su poseedor, pero falla y queda inconsciente del agotamiento, Lula le trae la pesada cruz ceremonial del Barón Samedi a Sarah, quien ataca a Malone con la cruz, dejándolo casi muerto. Al final Salem cuenta sobre los acontecimientos de la mansión, las consecuencias, de como se escapó. Los Lafayette abandonaron la vieja casa colonial, el niño de Sarah nació hablando, pero en una lengua extraña... que en realidad no era ninguna lengua, era que hablaba al revés.

## Lista de canciones
| N.º   | Título                  | Escritor(es)         | Duración |  |
| 1.    | «Louisiana Darkness»    | King Diamond         | 1:43     |  |
| 2.    | «LOA House»             | Andy LaRocque        | 5:33     |  |
| 3.    | «Life After Death»      | Diamond              | 5:40     |  |
| 4.    | «Voodoo»                | Diamond              | 4:34     |  |
| 5.    | «A Secret»              | LaRocque             | 4:04     |  |
| 6.    | «Salem»                 | Diamond              | 5:18     |  |
| 7.    | «One Down, Two To Go»   | Diamond, Chris Estes | 3:45     |  |
| 8.    | «Sending Of Dead»       | Diamond              | 5:40     |  |
| 9.    | «Sarah's Night»         | Diamond              | 3:22     |  |
| 10.   | «The Exorcist»          | LaRocque             | 4:52     |  |
| 11.   | «Unclean Spirits»       | Chris Estes          | 1:49     |  |
| 12.   | «Cross Of Baron Samedi» | Diamond              | 4:29     |  |
| 13.   | «If They Only Knew»     | Diamond              | 0:32     |  |
| 14.   | «Aftermath»             | Diamond              | 1:39     |  |
| 61:57 |                         |                      |          |  |

## Integrantes
- King Diamond - vocalista, teclista
- Andy LaRocque - guitarrista
- Herb Simonsen - guitarrista
- Chris Estes - bajista
- John Herbert - baterista
- Dimebag Darrell - solo de guitarra en Voodoo